# 水上スキー

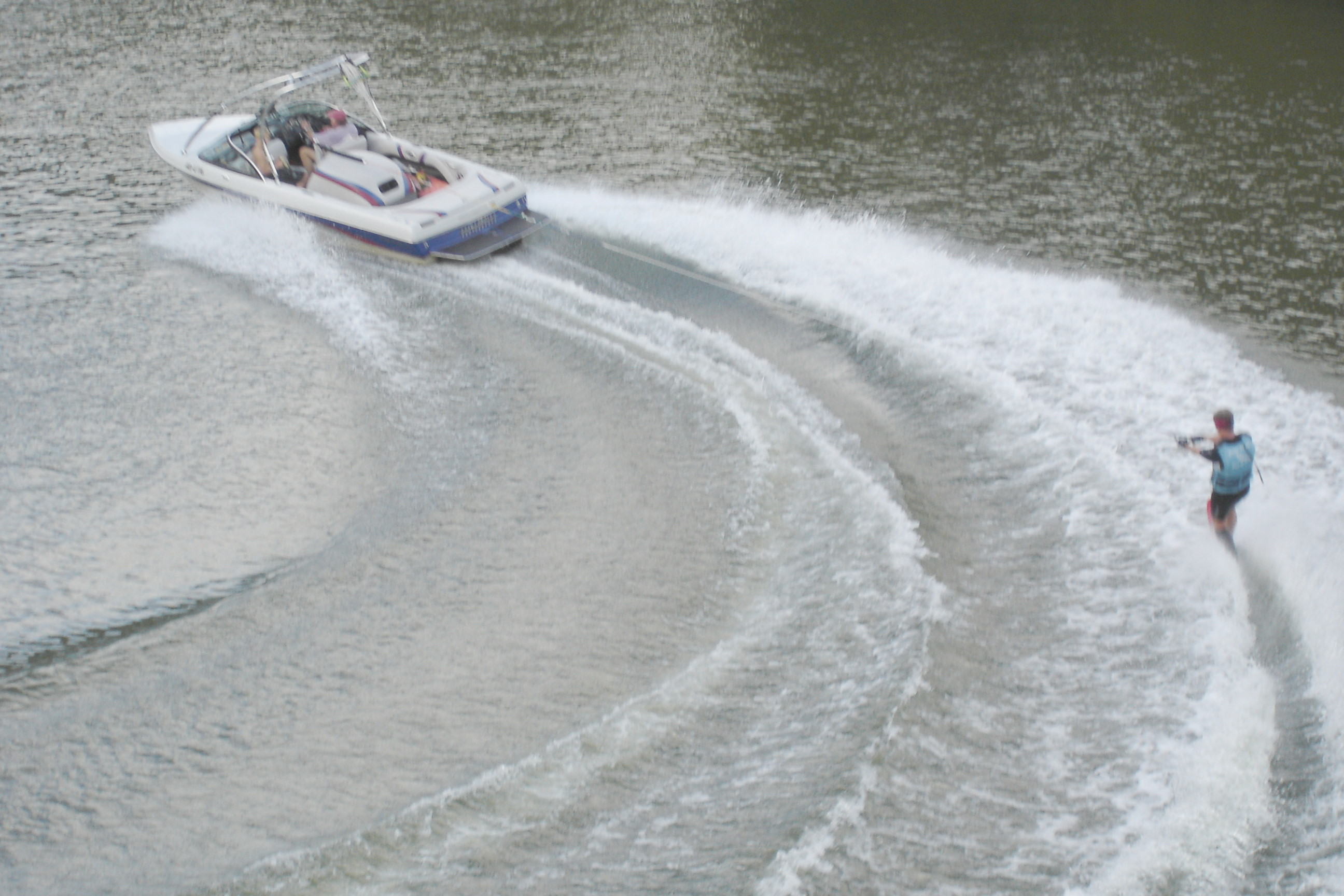
水上スキー

水上スキー（すいじょうスキー）とは、モーターボート等に持ち手（ハンドル）の付いたロープを設置して航行し、それをボートの後部で握った人が板状の滑走具に乗り曳航されながら水面を滑るウォータースポーツである。
曳航方向に向かって足先が正面に向くものを水上スキー、横に向くものをウェイクボード等に大別できる。

## 概要

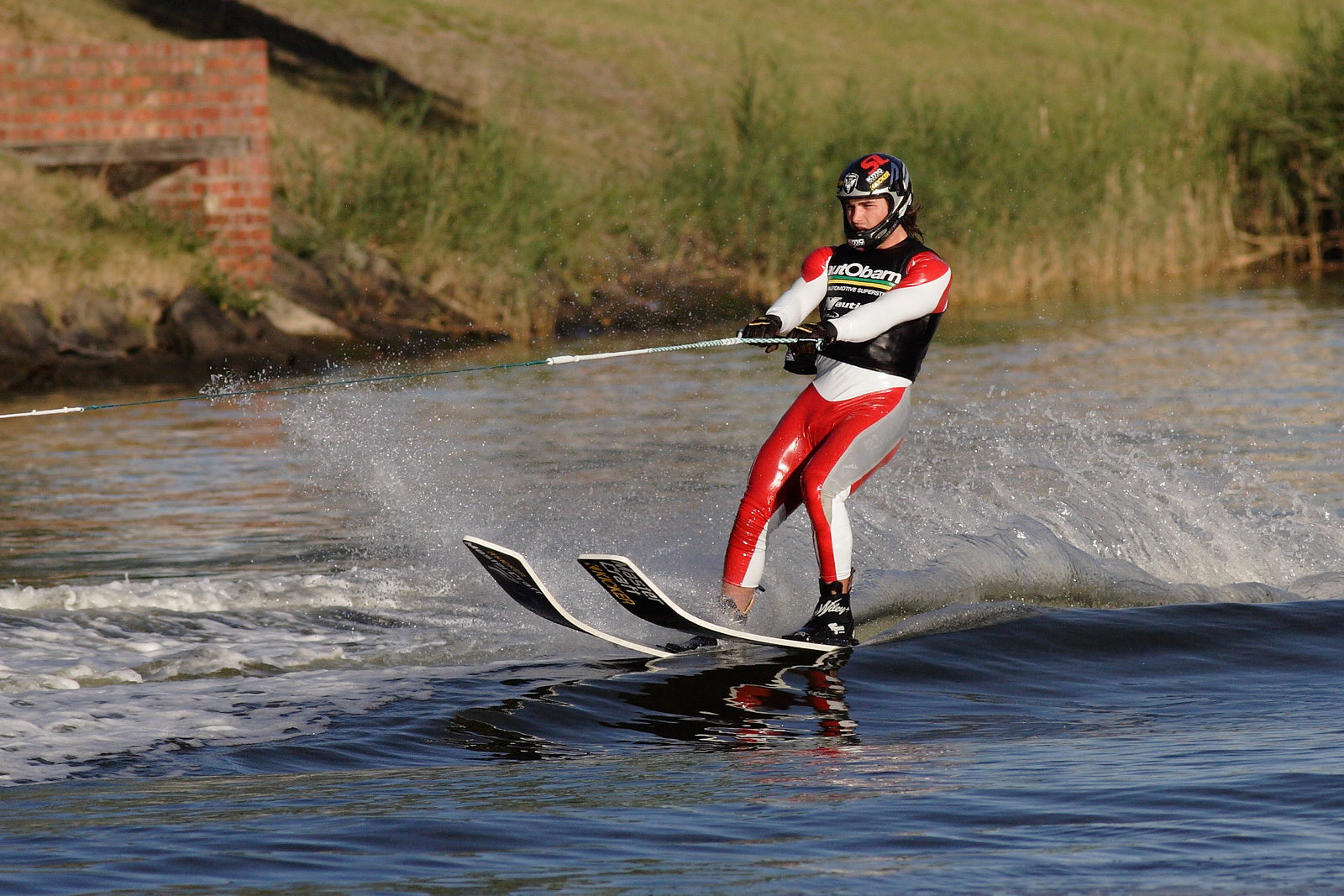
2枚板の水上スキー

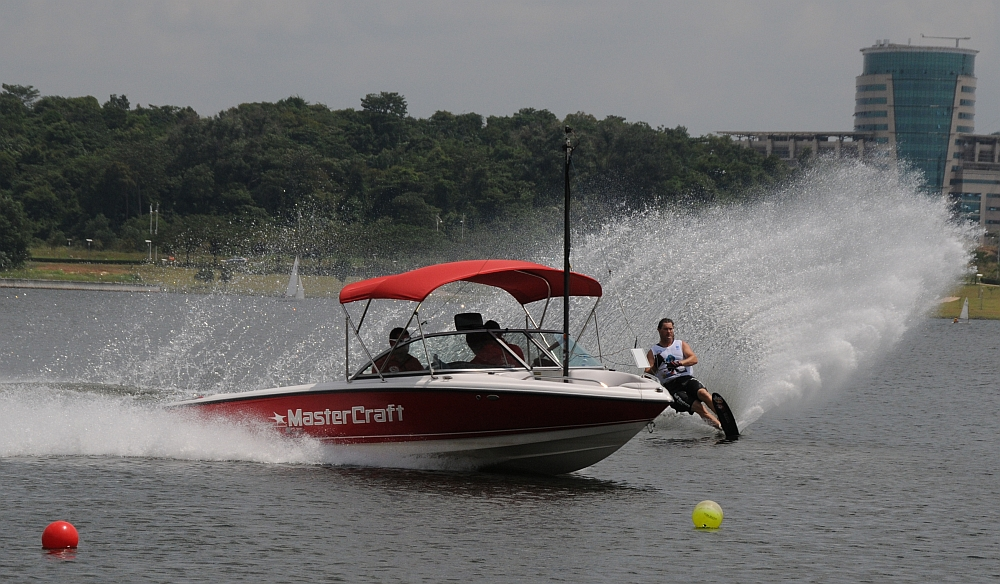
1枚板の水上スキー

通常の水上スキーは、両足に2枚のスキー板状の物を取り付け、30〜50km/h前後で航行するモーターボートに引っ張ってもらって滑る。また、1枚の板で滑走するタイプもある。
例外的には、水上飛行機などに引っ張ってもらったり、スキー板無しの状態（裸足）で水面を滑る場合もある。（ベアフットと呼ばれる。これは上級者がするというものではなく、全く別の競技である。）
水上スキーに類似したものに、ロープを取り付けたゴムボート等に人がしがみ付き、モーターボートで曳いて水面を滑るものがあるが、滑る人が持ち手を握ってロープをコントロール（ハンドリング）しないものは通常は水上スキーとは区別される。

### 競技
趣味のスポーツとして楽しむ以外には、競技としての水上スキーも存在し、
- スラローム
- トリック
- ジャンプ

等の種目がある。また、多人数で水上スキーを行う団体競技もある。
「とんねるずの生でダラダラ行かせて！」では水上に家を仕掛け錦野旦らが部屋に入り椅子に座った途端、ボートが疾走し水上スキーだった椅子に翻弄されるという企画もあった。ミッキーマウスやトムとジェリーで板の上に乗って走っていると板が切られスキーに変わるというギャグもあった。「ルパン三世」では銭形に手錠をかけられたルパンが不適な笑みを浮かべると次元がボートを疾走させルパンがスキーで逃走するというのもあった。

## 歴史
水上スキーが世界で初めて行われたのは、ラルフ・W・サミュエルソンという人が1922年の夏にアメリカ合衆国ミネソタ州・レイクシティのペピン湖で、松の木の板2枚をスキー代わりにして22km/hで航行するモーターボートにひかれて滑ったというのが定説になっている（起源については水上スキーの捉え方によって諸説あり）。
日本で最初に水上スキーが行われたのは、神奈川県の芦ノ湖とされている（この時水上スキーを行ったのは、日本人ではなくアメリカ人）。
日本人で最初に水上スキーを行ったのは、1949年の夏に東京都の隅田川に於いて、手作りのスキーで滑った小森宮正悳とされる。
現在、日本代表の選手は中村成など。

## 記念切手
ワールドゲームズ2001では記念切手が発行されている。